# Gotland (hạt)
Hạt Gotland (Gotlands län) là một hạt hay län của Thụy Điển. Gotland nằm ở bên bờ biển Baltic về phía đông của Öland, là các đảo lớn nhất Thụy Điển. Các hạt khác thường được chia ra thành các đô thị nhưng hạt này chỉ có một đô thị: Gotland (đô thị). Thủ phủ hạt và thủ phủ đô thị Gotland là thành phố lớn nhất hạt Visby với 22.000 dân.